# 채현국
채현국(蔡鉉國, 1935년 3월 16일 ~ 2021년 4월 2일)은 대한민국의 기업인이자 문화운동가이다. 서울대학교 철학 학사를 마쳤으며, 과거 흥국기업의 총수이자 현재 대한북레터협회와 효암학원의 이사장이다.

## 생애
아버지 채기엽(1907~1988)은 1952년 서울에서 연탄공장을 차렸고 1956년 흥국탄광을 설립했다. 채기엽은 강원도 사북탄광을 개발할 때 큰 일을 했다.
사북역 광장에 있는 '채기엽 선생 공덕비'가 이를 증명한다. 채기엽은 이후 무역·목축·임산·조선·해운 등 다방면으로 사업을 늘렸고, 경남대학교의 전신인 옛 해인대학이 기틀을 마련하도록 지원했다. 그후 양산시 웅상에 현재의 효암학원을 설립했다. '효암'은 채기엽의 호다.
1961년 당시 서울중앙방송국(現 한국방송공사) 연출 1기로 취업을 하지만 군사정권의 나팔수 역할에 지나지 않던 방송국에 환멸을 느껴 3개월만에 방송국을 나오게 된다. 1962년부터 본격적으로 아버지의 사업을 돕게 되어 주업종이던 흥국탄광을 발판으로 ,흥국조선, 흥국흥산, 흥국해운, 흥국화학 등 분야를 확장, 그룹으로서 성장을 시켜 사업가로 크게 성공을 하게 된다. 그는 벌어들인 돈으로 독재정권에 항거하던 수많은 민주인사들에게 직간접적으로 도움을 주었고 수십채 이상의 집을 후원하였다.
전국 소득세 10위 거부가 되지만 1973년, 재산을 모두 분배하고 사업을 정리했다. 성공한 사업가였지만 뒤에서는 박정희·전두환 정권 때 핍박받는 민주화 인사들에게 은신처를 제공하고 활동자금을 지원했다. 1988년부터 효암학원의 이사장으로 취임해 효암고등학교와 개운중학교를 거느렸다. 효암학원 이사장직 외에 대한북레터협회의 이사장으로 재임했으며, 2014년 새해에 한겨레와의 인터뷰로 인해 대중들에게 크게 알려지고 호응을 얻었다.
2021년 4월 2일에 노환으로 별세했다.

## 어록
- "노인들이 저 모양이란 걸 잘 봐두어라…노인 세대를 절대 봐주지 마라" <한겨레 인터뷰 中>
- "재산은 세상 것이다. 이 세상 것을 내가 잠시 맡아서 잘한 것뿐이다. 그럼 세상에 나눠야 해, 그건 자식한테 물려 줄 게 아니다.[6]
- “늙으면 지혜로워진다는 건 거짓말입니다. 농경 시대의 꿈같은 소리입니다. 늙으면 뻔뻔해집니다”[7][8][9]

## 학력
- 서울대학교 철학과 졸업

## 경력
- 서울중앙방송국(現 한국방송공사) 연출부
- 흥국기업 총수
- 효암학원 이사장
- 대한북레터협회 이사장